# Raciocínio automatizado
Raciocínio automatizado é uma sub-área da inteligência artificial que estuda formas de simular raciocínio lógico por meio de métodos computacionais.
Um dos principais algoritmos para raciocínio dedutivo automatizado, denominado SLD-resolução, usa refutação e apresenta as seguintes características:
– restringe-se à uma classe de fórmulas denominada cláusulas de Horn; 
– emprega a resolução e unificação como regras de inferência; 
– adota uma estratégia de busca em profundidade para controlar as inferências; 
– introduz o conceito de predicado computável; 
– introduz o conceito de negação por falha finita.